# Großsteingrab Venslev Marker 11
Das Großsteingrab Venslev Marker 11 ist eine megalithische Grabanlage der jungsteinzeitlichen Nordgruppe der Trichterbecherkultur im Kirchspiel Ferslev in der dänischen Kommune Frederikssund.

## Lage
Das Grab liegt östlich des Waldgebiets Sømer Skov bei Lille Troldmosegård, unmittelbar westlich des Hauses Lille Troldmosevej 6. In der näheren Umgebung gibt bzw. gab es zahlreiche weitere megalithische Grabanlagen.

## Forschungsgeschichte
In den Jahren 1873 und 1942 führten Mitarbeiter des Dänischen Nationalmuseums Dokumentationen der Fundstelle durch. Eine weitere Dokumentation erfolgte 1989 durch Mitarbeiter der Forst- und Naturbehörde.

## Beschreibung
Die Anlage besitzt eine nordost-südwestlich orientierte rechteckige Hügelschüttung mit einer Länge von 10 m und einer Breite von 7 m. Von der Umfassung sind vier Steine an der Nordwestseite und jeweils ein Stein an den anderen Seiten erhalten. In der Mitte des Hügels liegt ein einzelner Stein, wahrscheinlich der Deckstein einer weitgehend im Hügel verborgenen Grabkammer. Orientierung, Maße und Typ der Kammer sind nicht bestimmbar.